# Andraž Žinič
Andraž Žinič (Lubiana, 12 febbraio 1999) è un calciatore sloveno, difensore del Triglav.

## Caratteristiche tecniche
È un terzino destro.

## Carriera

### Club
Cresciuto nel settore giovanile del Domžale, nel 2018 viene ceduto in prestito al Dob con cui debutta fra i professionisti giocando l'incontro di 2. SNL vinto 3-1 contro il Dekani.

### Nazionale
Ha giocato nella nazionale slovena Under-17.
Nel 2021 viene convocato dalla nazionale Under-21 per il campionato europeo di categoria; il 24 marzo scende in campo nel match della fase a gironi contro la Spagna.

## Statistiche
Statistiche aggiornate al 24 marzo 2021.

### Presenze e reti nei club
| Stagione        | Squadra         | Campionato      | Campionato | Campionato | Coppe nazionali | Coppe nazionali | Coppe nazionali | Coppe continentali | Coppe continentali | Coppe continentali | Altre coppe | Altre coppe | Altre coppe | Totale | Totale | Totale |
| Stagione        | Squadra         | Comp            | Pres       | Reti       | Comp            | Pres            | Reti            | Comp               | Pres               | Reti               | Comp        | Pres        | Reti        | Pres   | Reti   |        |
| --------------- | --------------- | --------------- | ---------- | ---------- | --------------- | --------------- | --------------- | ------------------ | ------------------ | ------------------ | ----------- | ----------- | ----------- | ------ | ------ | ------ |
| 2018-2019       | Dob             | 2.SNL           | 23         | 2          | CS              | 0               | 0               |                    | -                  | -                  |             | -           | -           | 23     | 2      |        |
| 2019-gen. 2020  | Dob             | 2.SNL           | 7          | 0          | CS              | 0               | 0               |                    | -                  | -                  |             | -           | -           | 7      | 0      |        |
| gen.-giu. 2020  | Domžale         | 1.SNL           | 15         | 0          | CS              | 0               | 0               |                    | -                  | -                  |             | -           | -           | 15     | 0      |        |
| 2020-2021       | Domžale         | 1.SNL           | 30         | 0          | CS              | 3               | 0               |                    | -                  | -                  |             | -           | -           | 33     | 0      |        |
| 2021-2022       | Domžale         | 1.SNL           | 23         | 1          | CS              | 2               | 0               | UECL               | 6                  | 1                  |             | -           | -           | 31     | 2      |        |
| lugl. 2022      | Domžale         | 1.SNL           | 2          | 0          | CS              | 0               | 0               |                    | -                  | -                  |             | -           | -           | 2      | 0      |        |
| Totale carriera | Totale carriera | Totale carriera | 70         | 1          |                 | 5               | 0               |                    | 6                  | 1                  |             | -           | -           | 81     | 2      |        |
| ago. 2022-2023  | Maribor         | 1.SNL           | 18         | 0          | CS              | 4               | 0               | UEL+UECL           | 2+2                | 0                  |             | -           | -           | 26     | 0      |        |
| Totale carriera | Totale carriera | Totale carriera | 118        | 3          |                 | 9               | 0               |                    | 10                 | 1                  |             | -           | -           | 137    | 4      |        |